# Macho Dancer
Macho Dancer è un film del 1988 diretto dal regista filippino Lino Brocka. 
Esso esplora le realtà di un giovane, povero, contadino gay, che dopo essere stato scaricato dal suo ragazzo americano, è costretto a sostenere se stesso e la sua famiglia nel vivace quartiere a luci rosse di Manila. La sincera rappresentazione del film di omosessualità, prostituzione, drag queen e poliziotti corrotti, l'industria del porno, la schiavitù sessuale, la droga e la violenza ha portato i censori del governo filippino a ordinare ampie modifiche del film. Brocka ha contrabbandato un taglio senza censure dalle Filippine per essere mostrato ad un numero limitato di festival cinematografici internazionali . Il film ha ricevuto una standing ovation al Toronto International Film Festival del 1988. Macho Dancer è stato un fallimento al botteghino nelle Filippine a causa della sua forte censura, ma ha ottenuto premi da festival internazionali e un successo critico.
La versione incensurata contrabbandata di 35 mm del film fa parte della collezione permanente del Museum of Modern Art di New York.
Macho Dancer è uno dei film gay più influenti delle Filippine. Il film è atipico del suo genere in quanto il suo protagonista uccide un ufficiale di polizia corrotto senza essere accusato del crimine.
Alan Paule e altri attori nel ruolo di 'macho dancers' sono stati addestrati da un vero macho dancer per tre mesi.

## Trama
Abbandonato dal suo amante, un ufficiale americano, un ragazzo delle montagne decide di trasferirsi a Manila in cerca di fortuna. Qui inizia a dividersi tra il lavoro di gigolò e quello di spogliarellista in un locale gay e stringe amicizia con Noel, suo collega e coinquilino. Vivendo nel quartiere a luci rosse, uno dei più malfamati della capitale, Pol e Noel ben presto entreranno a contatto con un mondo meschino, popolato da ladri, sequestratori, spacciatori e poliziotti corrotti. L'incontro con Bambi, una ragazza alla ricerca del fratello scomparso, farà scoprire a Pol il vero amore, ma lui, la ragazza e Noel proveranno sulla loro pelle le difficoltà di vivere in un posto corrotto come Manila.

## Accoglienza

### Critica
Su Rotten Tomatoes ha un punteggio medio del 78%, basato su 81 visualizzazioni.
Kevin Thomas del Los Angeles Times nel 1989 ha commentato che il film è "pieno di vapore sia in situazioni gay che eterosessuali" e che "il cast sembra vivere piuttosto che recitare i loro ruoli".

## Riconoscimenti
- 1990 - Gawad Urian Awards[8][10]
  - Miglior attore
  - Miglior attrice non protagonista
  - Nomination Miglior film
  - Nomination Miglior regia
  - Nomination Miglior attore non protagonista
  - Nomination Miglior fotografia
  - Nomination Miglior scenografia
  - Nomination Miglior colonna sonora
- 1990 - FAMAS Awards[10]
  - Nomination Miglior film
  - Nomination Miglior regia
  - Nomination Miglior attore non protagonista
  - Nomination Miglior attrice non protagonista